# 約基 (印第安纳州)
約基（英語：Yockey）是位於美國印地安納州勞倫斯縣的一個非建制地區。該地的面積和人口皆未知。